# Georges Moret
Georges Moret (26 novembre 1912 – Ginevra, 12 marzo 2009) è stato un cestista svizzero.

## Carriera
Con la Svizzera ha disputato le Olimpiadi di Berlino 1936.